# Hradec nad Moravicí
Hradec nad Moravicí (niem. Grätz) – miasto w Czechach, w kraju morawsko-śląskim, a historycznie na Śląsku Opawskim. Według danych z 31 grudnia 2003 powierzchnia miasta wynosiła 4400 ha, a liczba jego mieszkańców 5198 osób.
Przez miasto płynie rzeka Moravice.

## Historia
Od początków istnienia w Hradcu zlokalizowany był jeden z głównych grodów Golęszyców – słowiańskiego plemienia żyjącego na dzisiejszym pograniczu polsko-czeskim, między źródłem Odry i Wisły (w 1155 r. wymieniany jako Gradice Golenzicezke, czyli Grodziec Golęszycki). Według legendy w Hradcu spotkał się korowód weselny księżniczki czeskiej Dobrawy z korowodem Mieszka I. W latach 990–1032 gród należał do państwa Bolesława Chrobrego i Mieszka II, w późniejszym czasie wraz z okolicami stanowił przedmiot zatargów polsko-czeskich. Jego przynależność do państwa czeskiego utrwaliła się w XII wieku po zawarciu pokoju kłodzkiego. W drugiej połowie XIII wieku czeski król – Przemysł II Ottokar – w miejscu dotychczasowego grodu postawił gotycki zamek. Odtąd dzieje miasta nierozerwalnie łączą się z historią zamku. Na przełomie XVI i XVII wieku zamek został przebudowany w stylu renesansowym. Do 1733 właścicielami zamku był ród Pruskowskich, następnie niemiecki ród Neffzernów, a od 1733 książęta Lichnowscy (do 1945). Po pożarze w 1796 dokonano przebudowy zamku w pałac, a w jego okolicy założono park w stylu angielskim. Kolejną przebudowę zamku przeprowadzono w drugiej połowie XIX wieku – odtąd nazywano go Białym Pałacem, w odróżnieniu od zbudowanego w pobliżu Pałacem Czerwonego, którego architektura nawiązywała do średniowiecza. Hradec za sprawą swoich panów stał się ważnym ośrodkiem kultury muzycznej: w zamku przebywał Ludwig van Beethoven, w Hradcu gościli także Niccolò Paganini i Ferenc Liszt. Do dziś jest tu organizowany konkurs „Hradec Beethovena”.

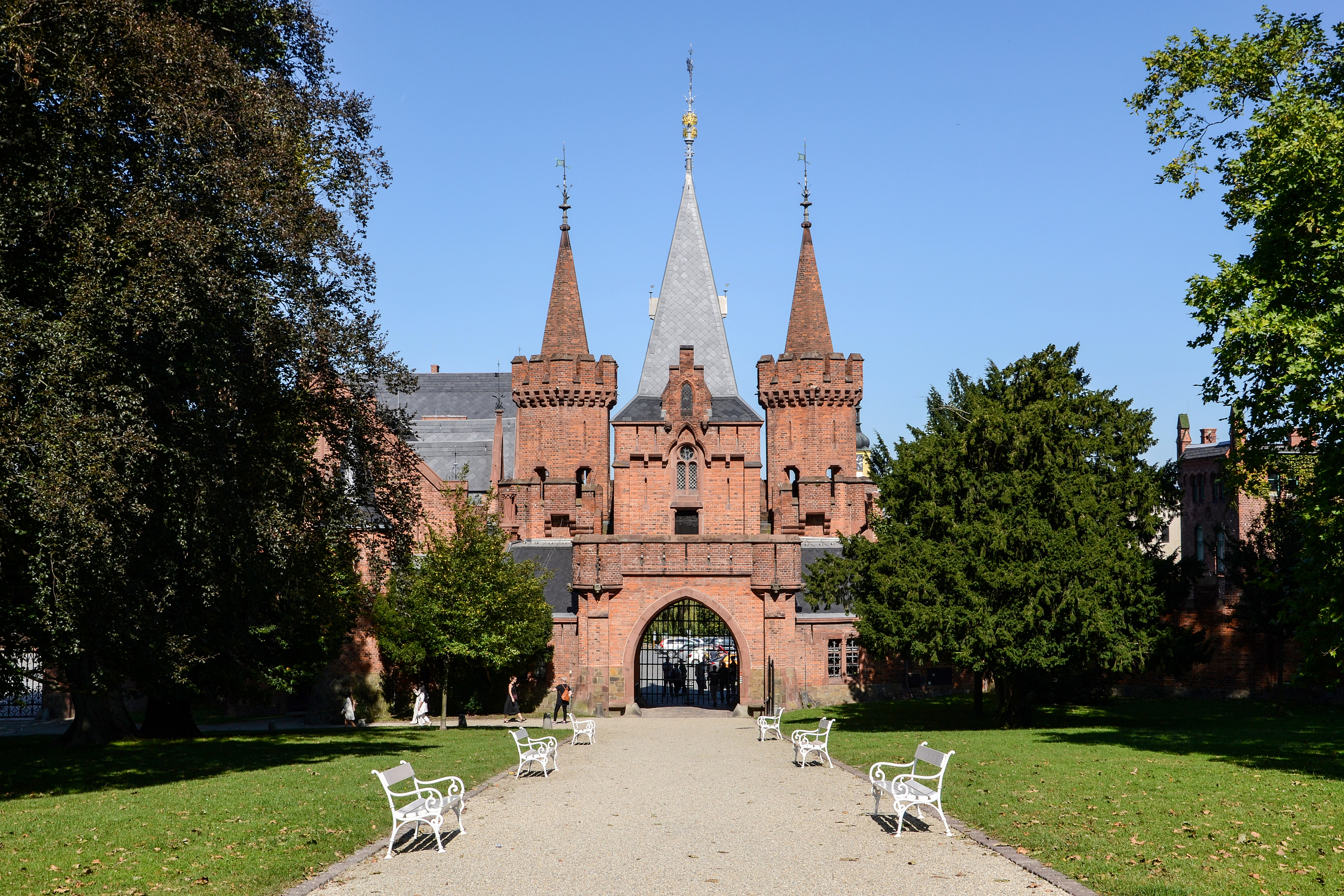
Brama wejściowa do pałacu
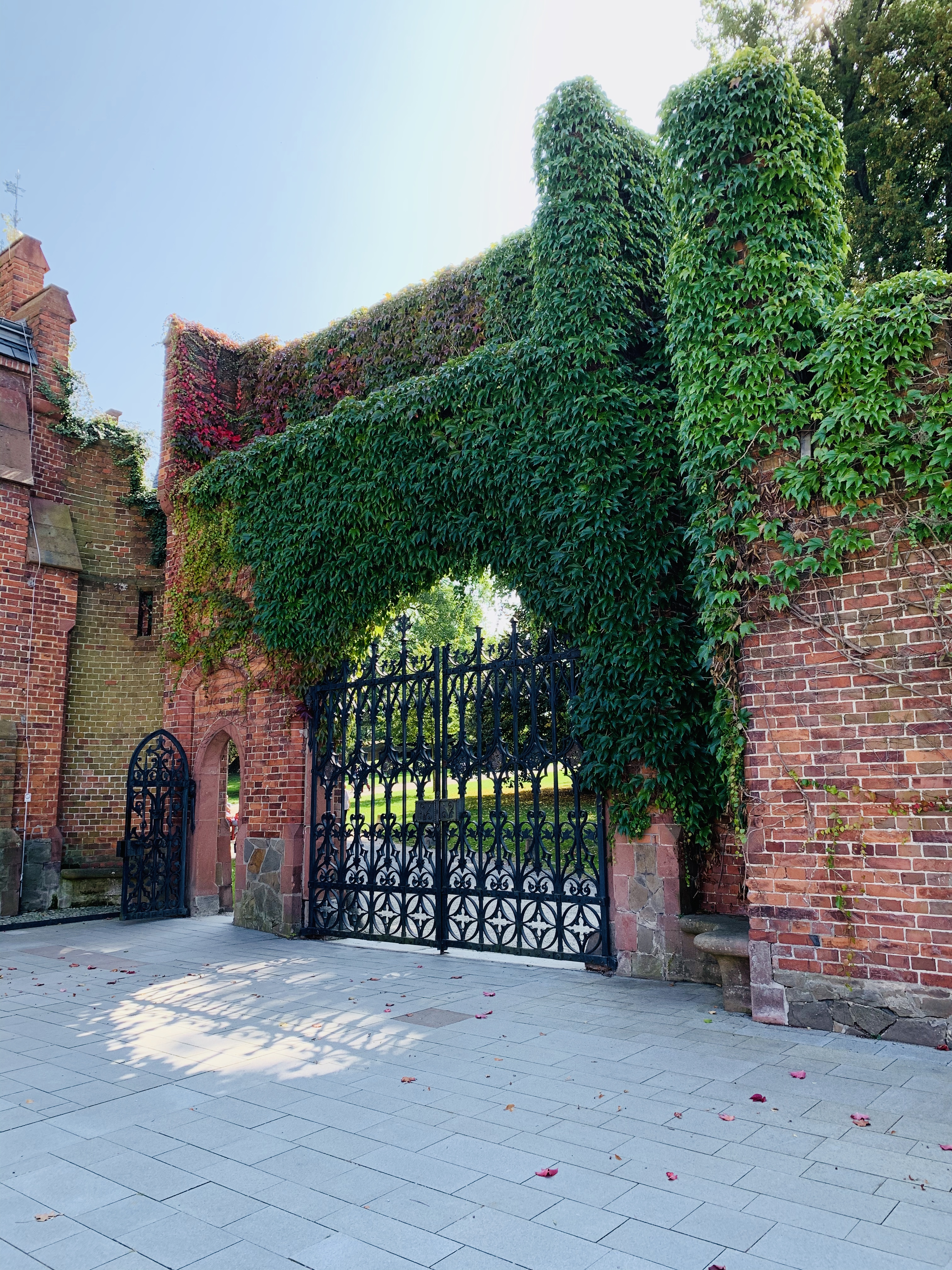
Brama w ogrodzie
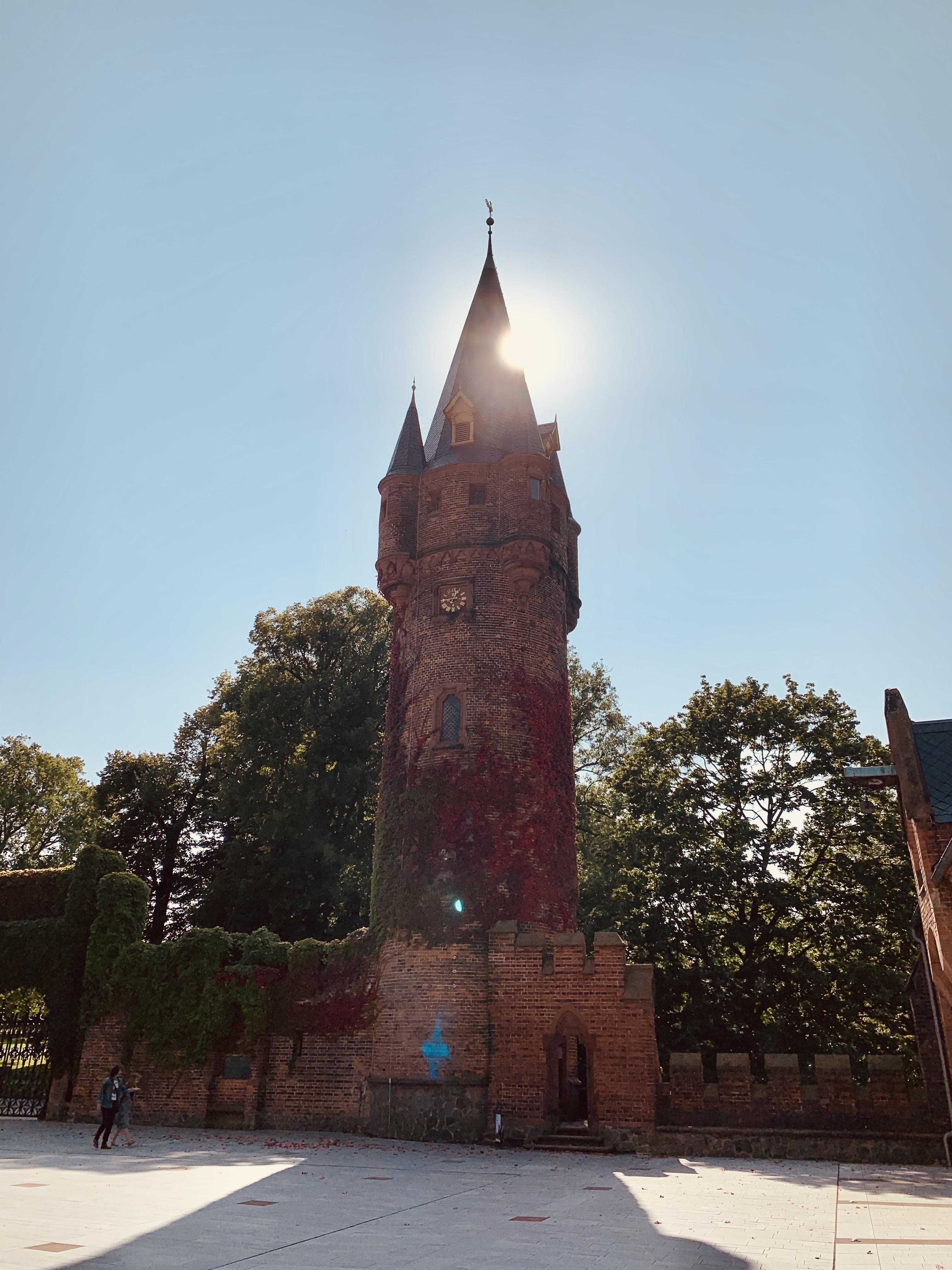
Wieża
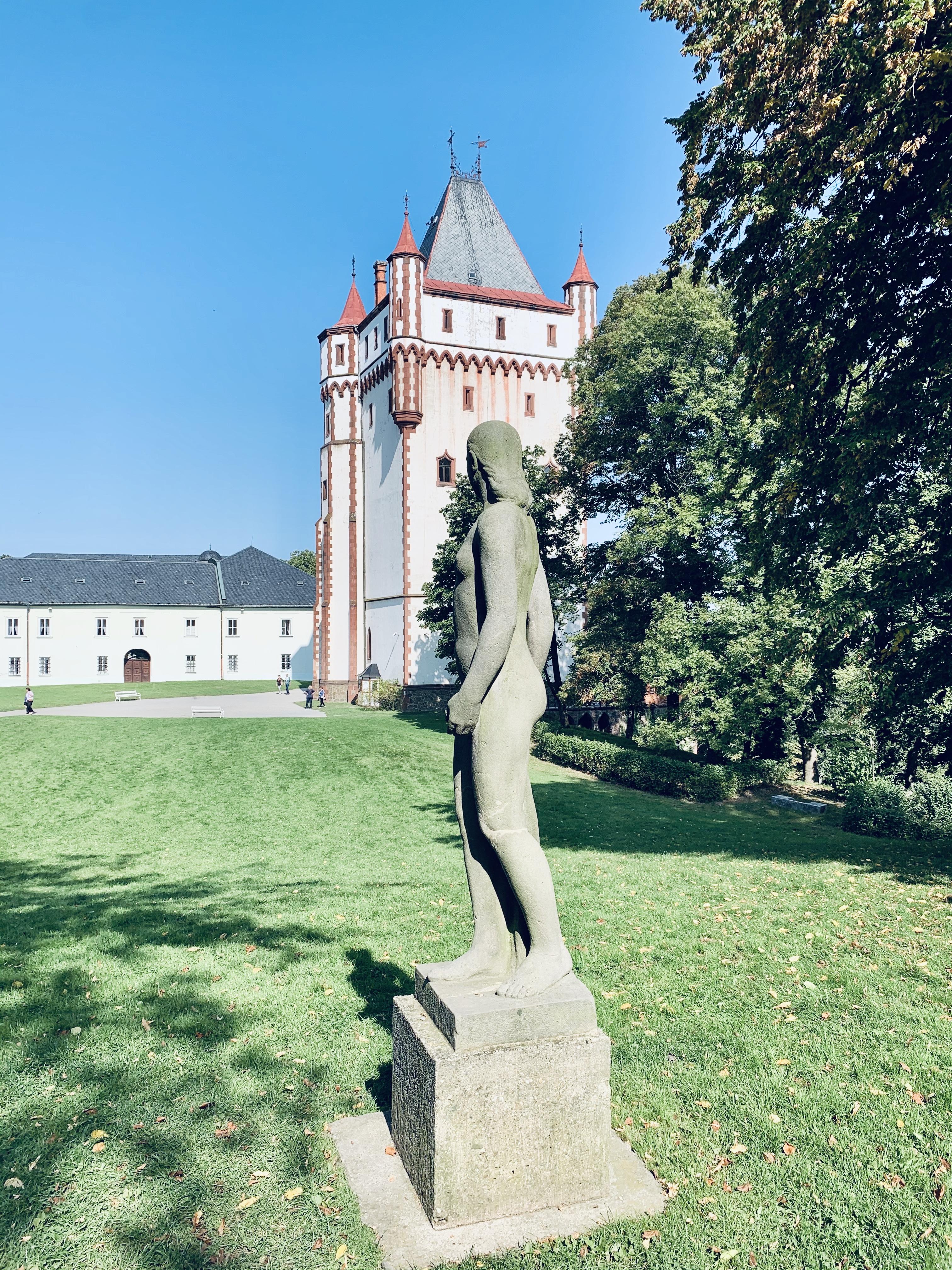
Biała wieża
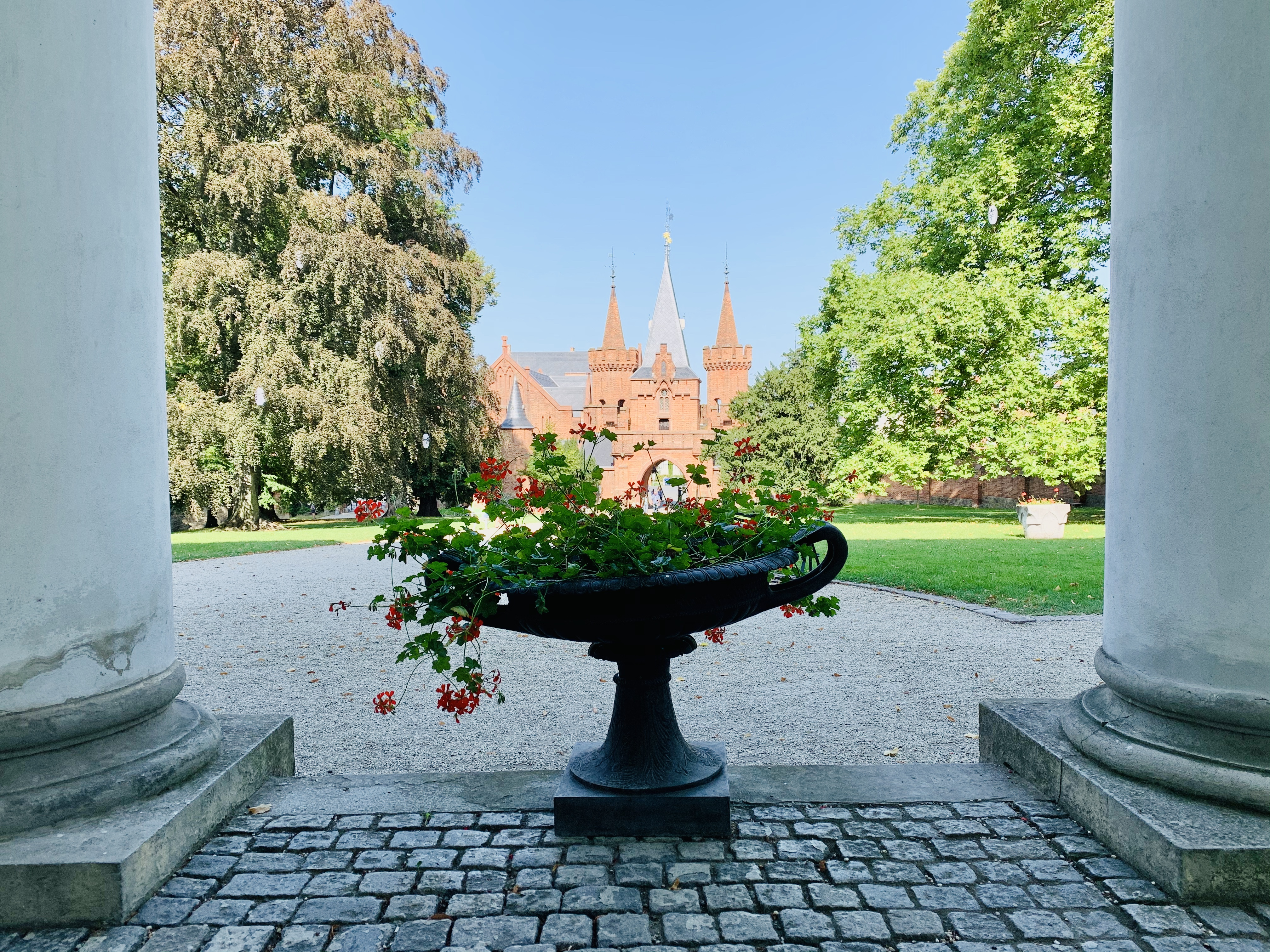
Dziedziniec
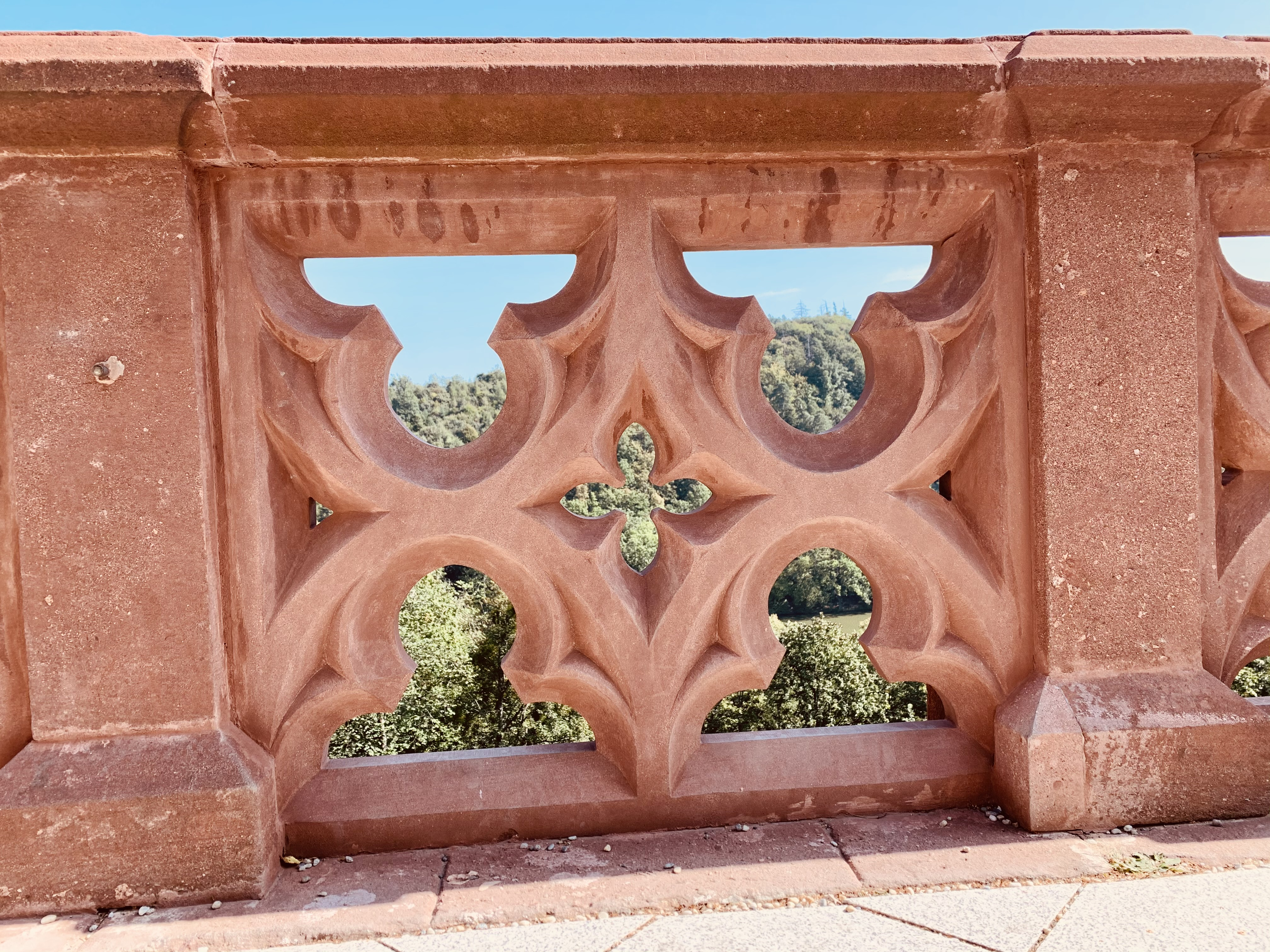
Ogrodzenie
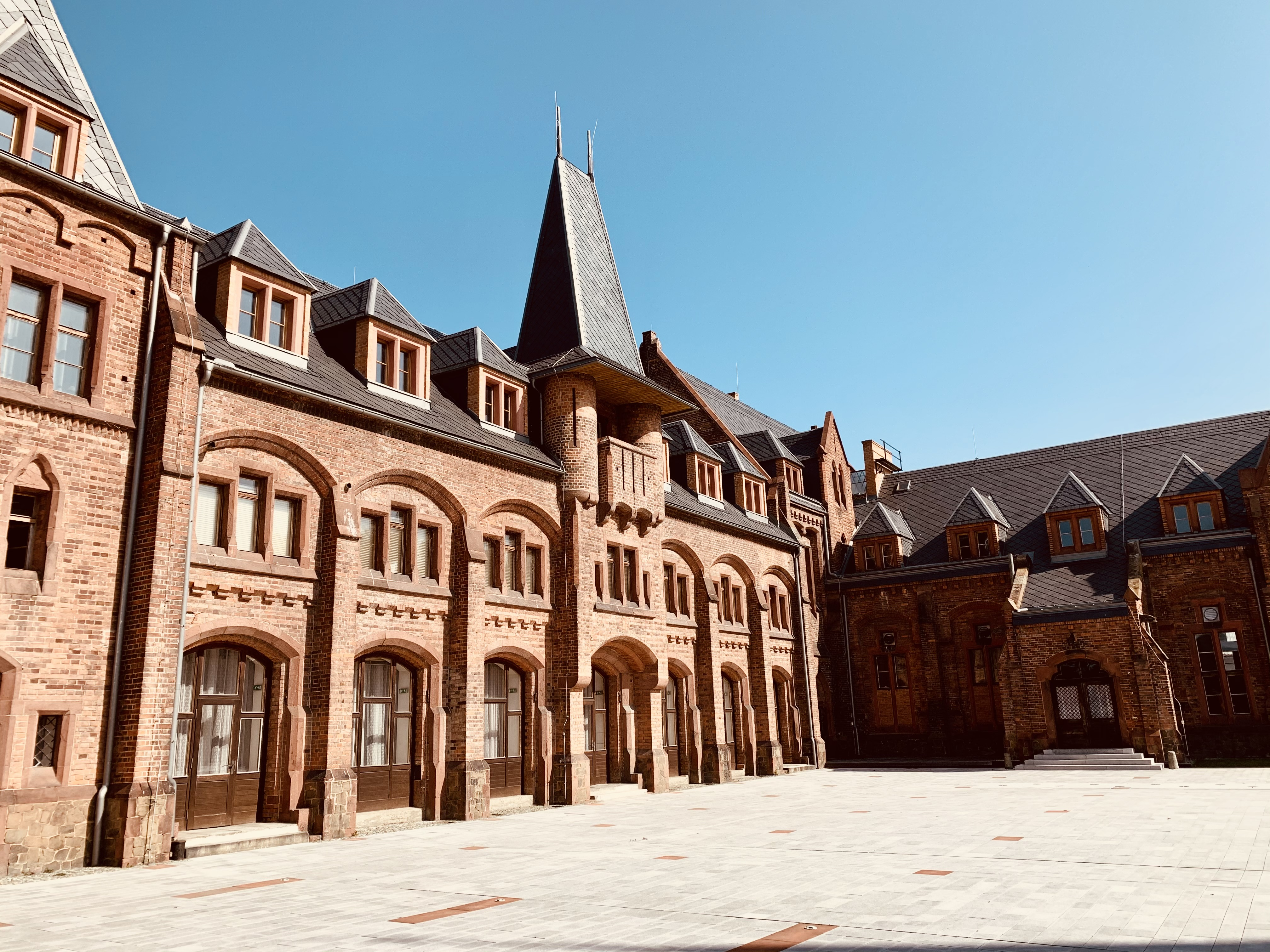
Czerwony pałac
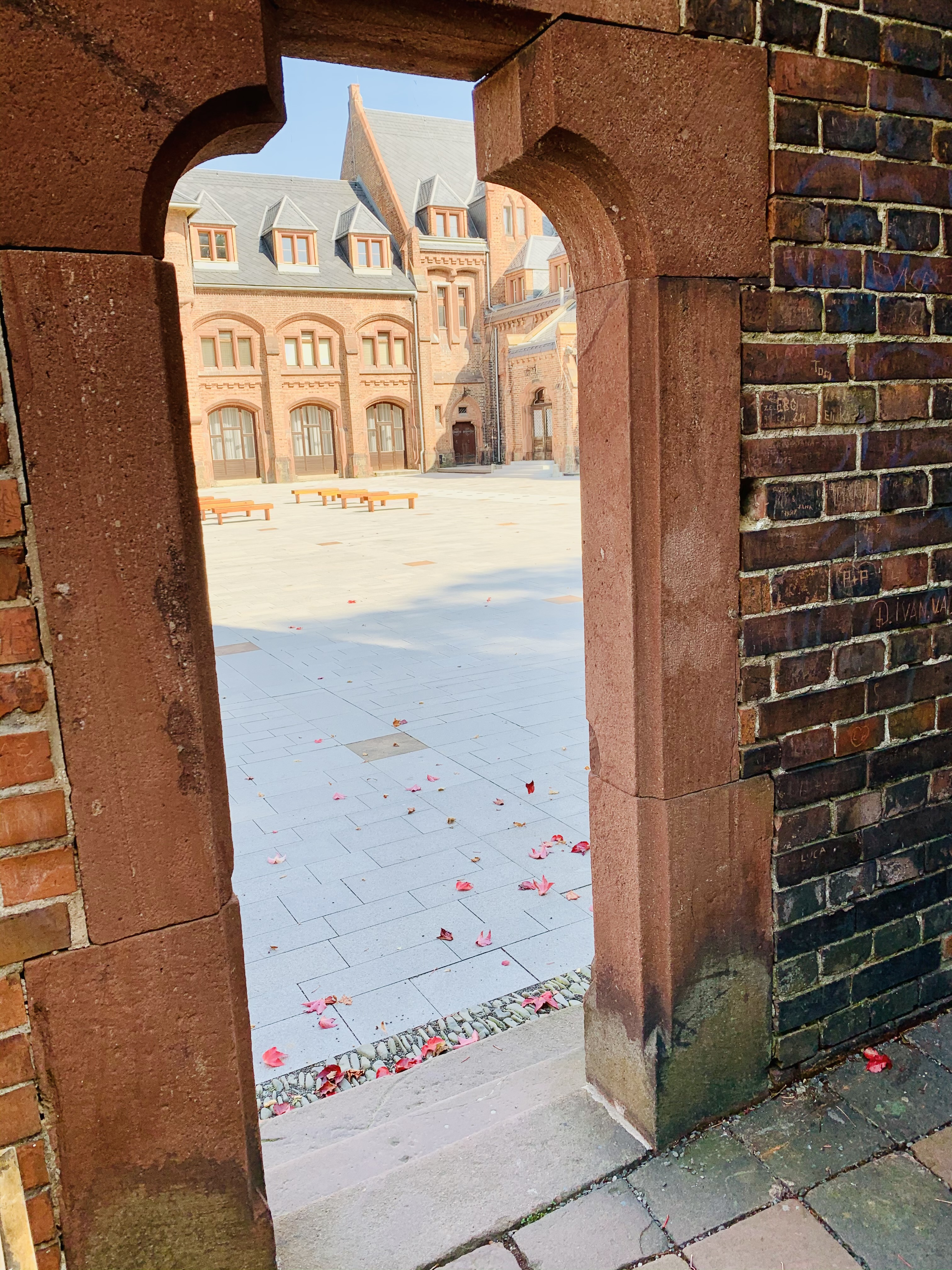
Wejście na dziedziniec
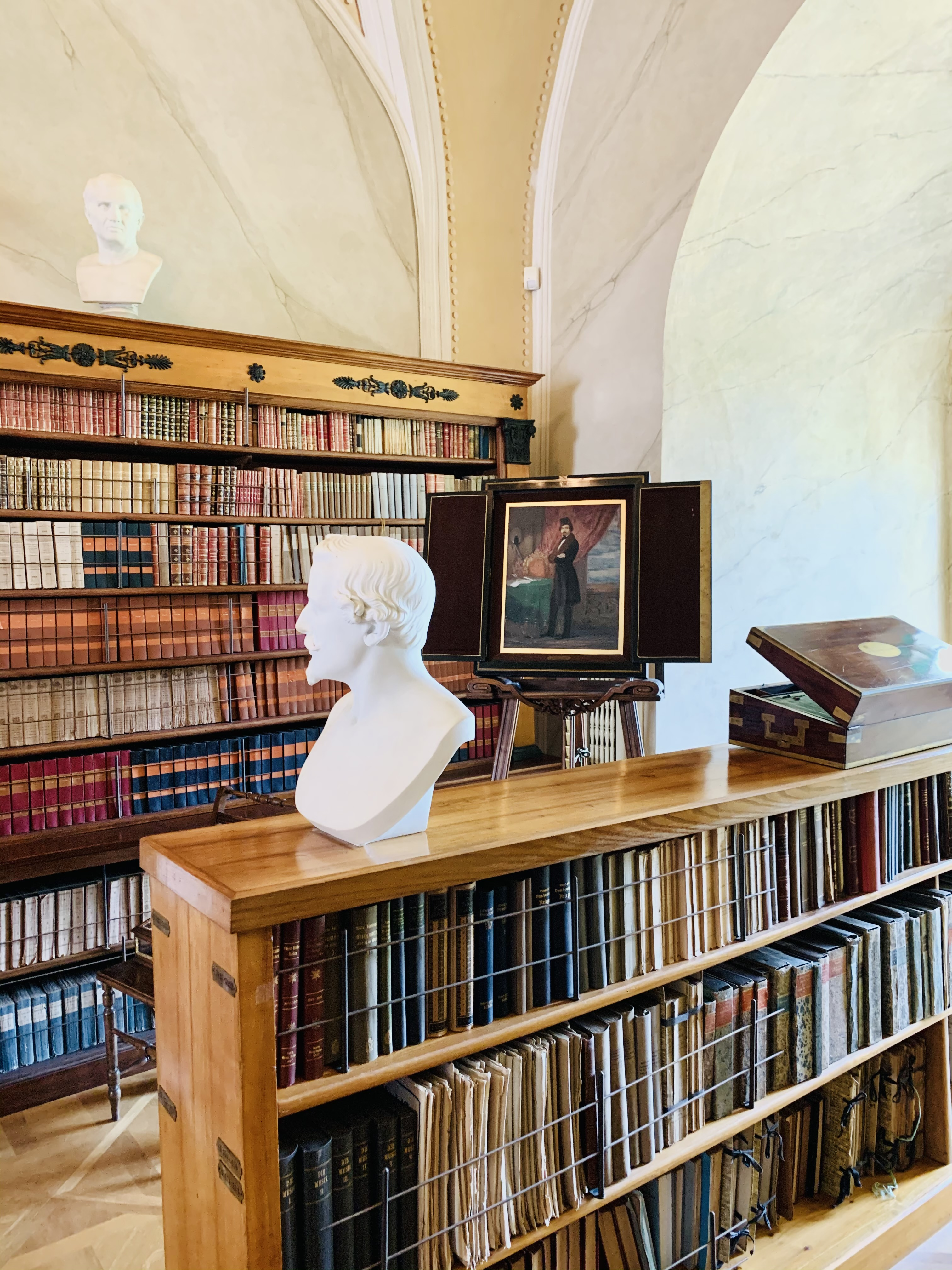
Biblioteka
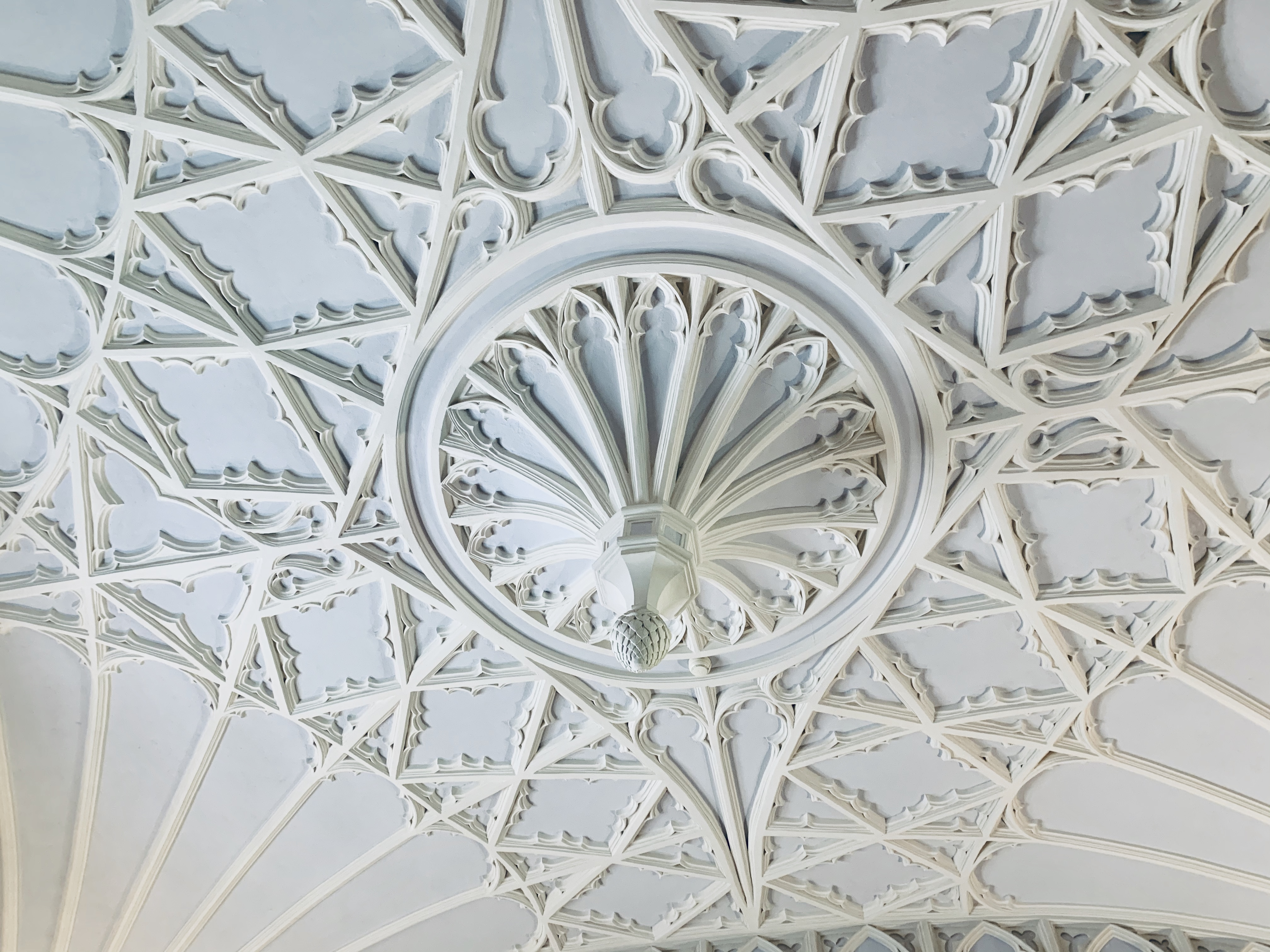
Sufit
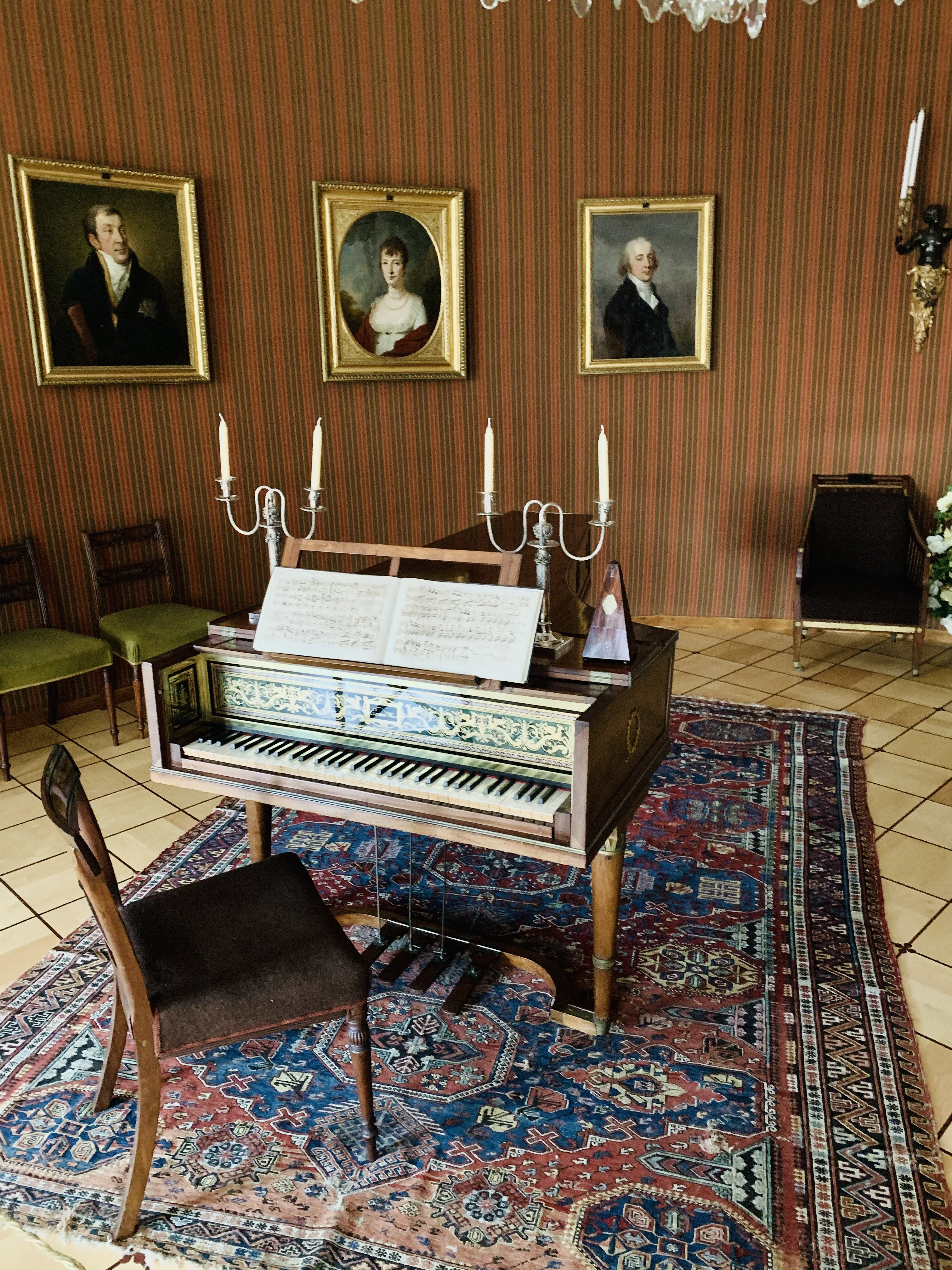
Fortepian na którym grał m.in. Beethoven
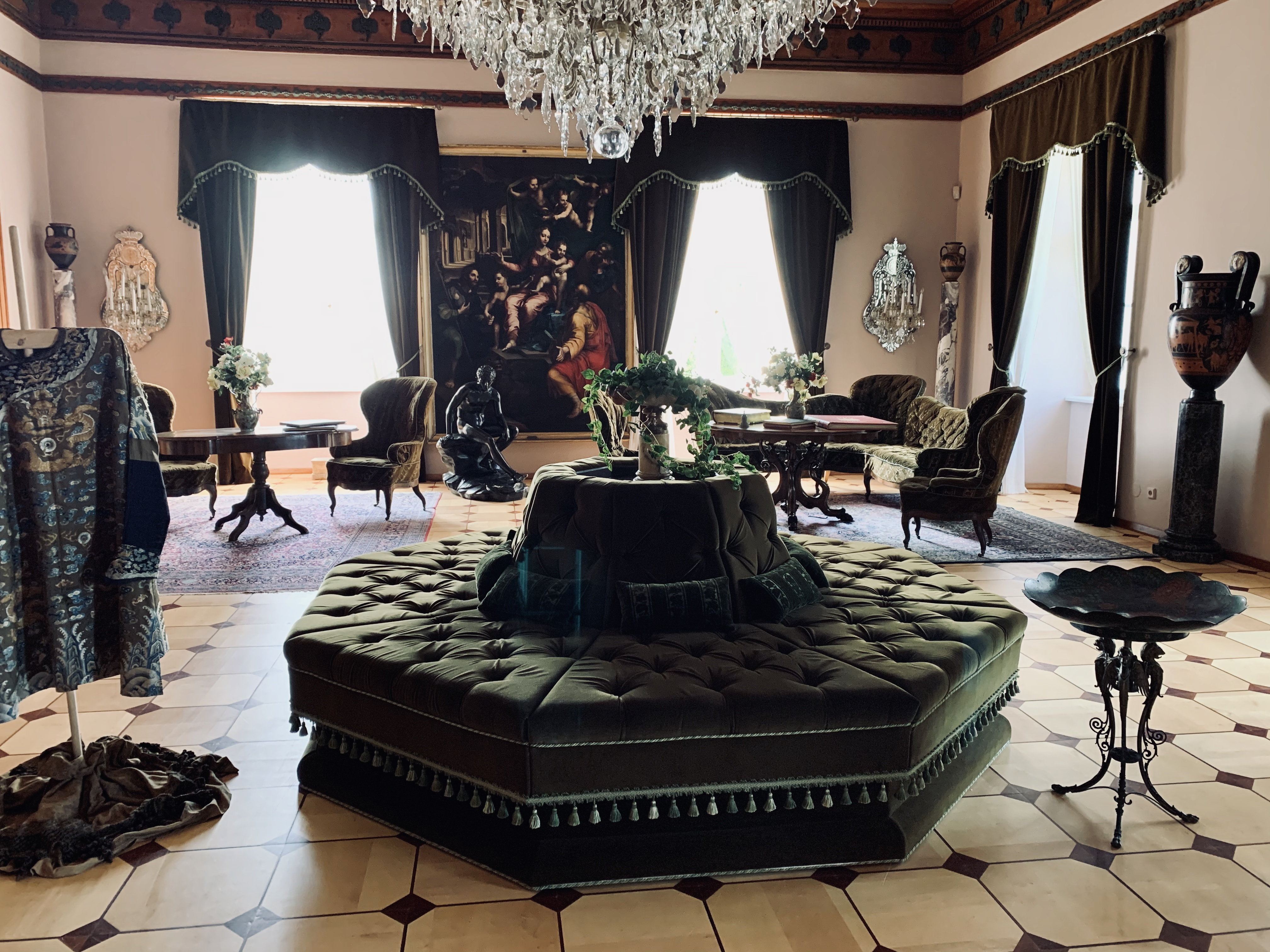
Jedna z sal
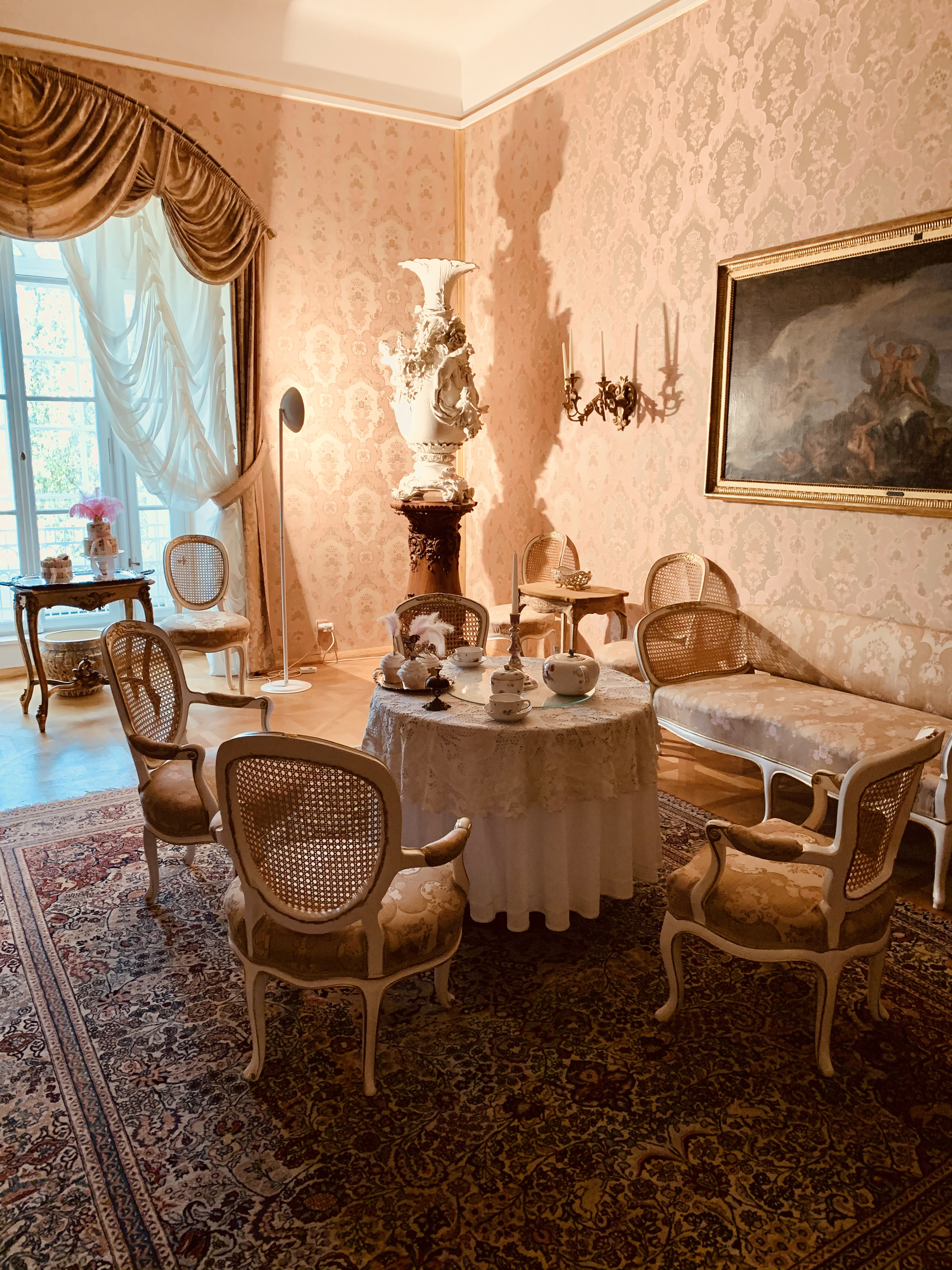
Jedna z komnat
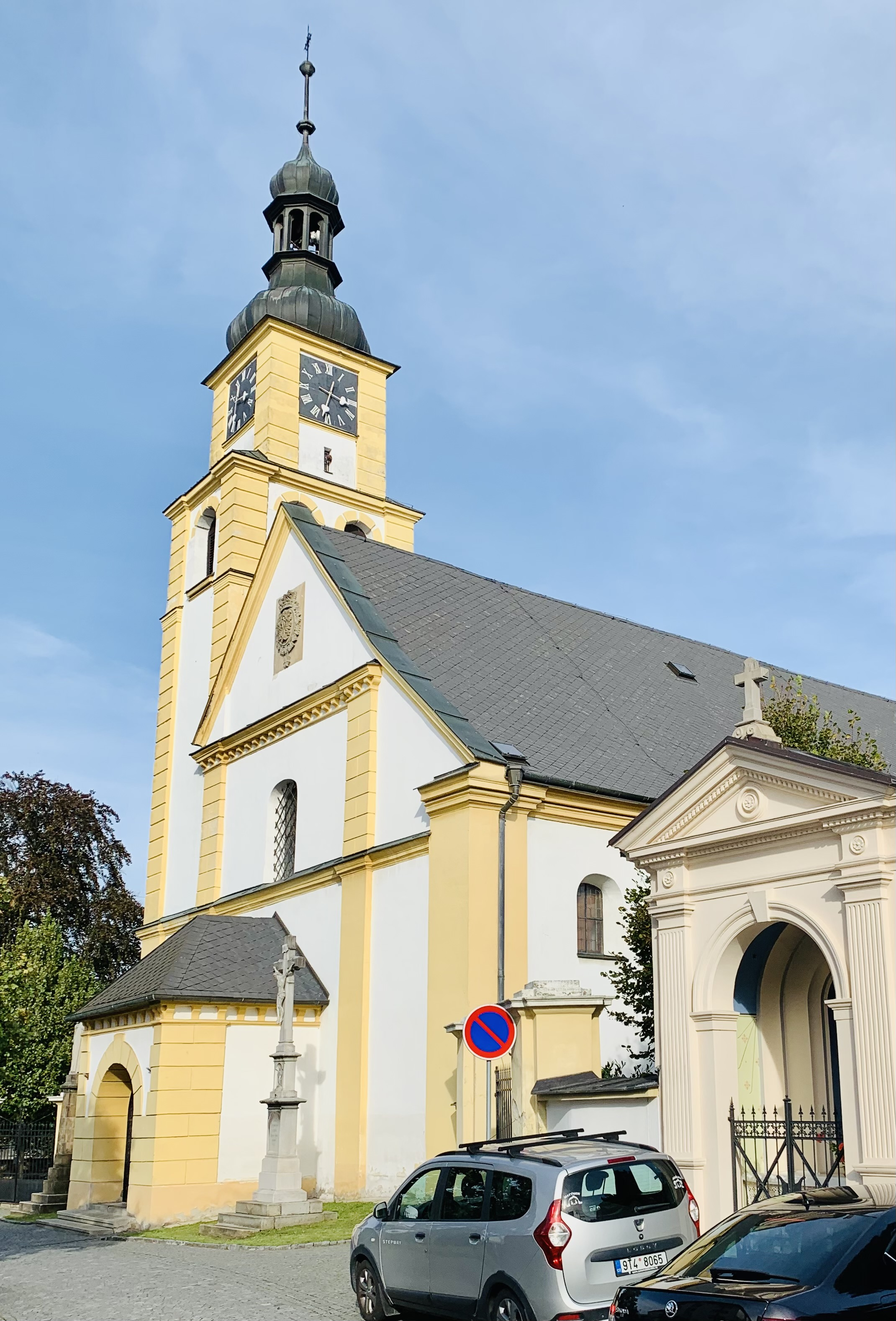
Kościół parafialny pw. św. Piotra i Pawła
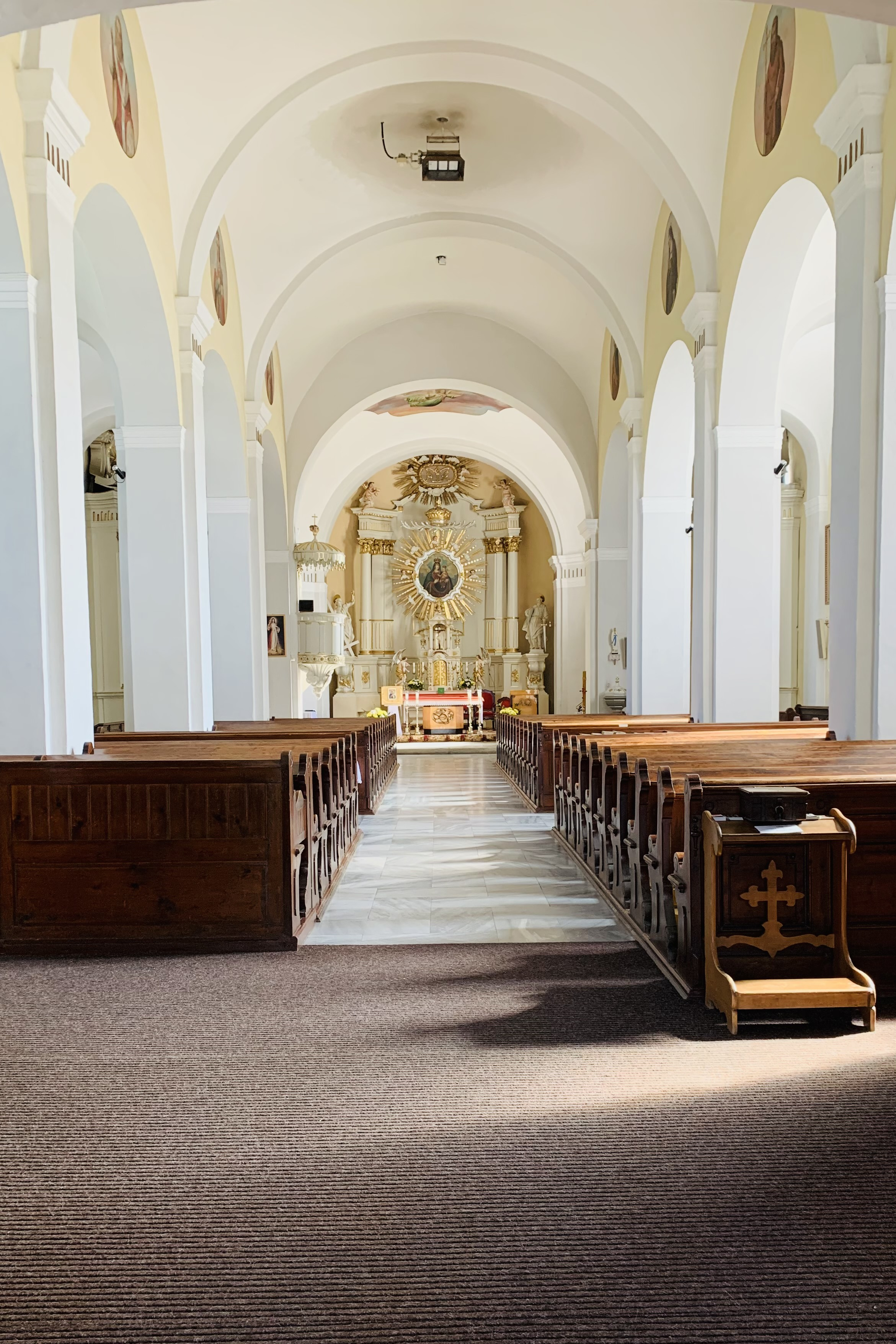
Wnętrze kościoła parafialnego

## Demografia
| Rok             | 1970 | 1980 | 1991 | 2001 | 2003 |
| --------------- | ---- | ---- | ---- | ---- | ---- |
| Liczba ludności | 4700 | 4903 | 4973 | 5033 | 5198 |

Źródło: Czeski Urząd Statystyczny

## Miasta partnerskie
- Baborów, Polska
- Liptowski Gródek, Słowacja